# NC&
주식회사 NC&은 대한민국의 차량용 블랙박스 및 영상처리 반도체 기업이다.

## 관련 문헌
- “매출 상승에 재고자산 확보했지만..앤씨앤 만년 적자로 외부 자본 의존도 높아져 이자 부담까지”. 《뉴스워커》. 2024년 6월 18일.

## 내용주
1. ↑  넥스트칩의 현직 대표이사